# Thyestes

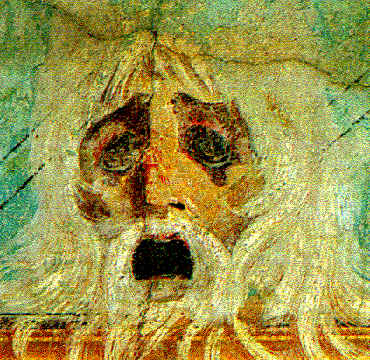
Maske des Thyestes, von einem Fresko im Haus der Julia Felix in Pompeji

Thyestes (altgriechisch Θυέστης Thyéstēs; deutsch auch Thyest), der Sohn des Pelops und der Hippodameia, ist in der griechischen Mythologie ein König von Mykene und der Vater von Pelopeia und Aigisthos.
Thyestes und Atreus ermordeten gemeinsam ihren Halbbruder Chrysippos und wurden hierfür aus dem Land ihrer Väter verbannt. Sie flohen zu Eurystheus, dem König von Mykene, und erhielten Midea als Wohnsitz. Als Eurystheus gegen Athen und die Herakleiden in den Krieg zog, übertrug er ihnen vorübergehend die Regierungsgeschäfte. Eurystheus fiel jedoch im Kampf.
Atreus schwor, sein bestes Lamm Artemis zu opfern. Als er seine Herde suchte, fand er ein goldenes Lamm, das er seiner Frau Aërope gab, um es vor der Göttin zu verstecken. Sie gab es ihrem Liebhaber Thyestes, der dann Atreus dazu überredete, dass derjenige, der das Lamm habe, auch der König von Mykene sein solle. Thyestes wies nun das Lamm vor und beanspruchte den Thron für sich.
Atreus erhielt den Thron zurück, nachdem er einen Rat des Götterboten Hermes genutzt hatte. Thyestes stimmte der Rückgabe des Throns zu, sobald die Sonne sich rückwärts bewege, ein Kunststück, das Zeus zustande brachte. Thyestes wurde verbannt.
Atreus erfuhr dann von Thyestes’ und Aëropes Ehebruch und dem geplanten Racheakt. Nach einer Sage tötete er daraufhin aus Eifersucht Thyestes’ Söhne, um sie ihm zum Mahl vorzusetzen. Ein Orakel empfahl Thyestes, wenn er einen Sohn mit seiner eigenen Tochter Pelopeia habe, werde dieser Atreus töten. Dieser Sohn war Aigisthos. Nach seiner Geburt wurde er von seiner Mutter aus Scham über den Inzest weggegeben. Ein Schafhirte fand das Kind und gab es Atreus, der es wie einen eigenen Sohn aufzog. Als Aigisthos erwachsen wurde, offenbarte Thyestes Aigisthos, dass er sowohl sein Vater als auch sein Großvater sei, woraufhin Aigisthos Atreus tötete.
Aigisthos und Thyestes regierten Mykene gemeinsam, wobei sie Atreus’ Söhne Agamemnon und Menelaos nach Sparta verbannten, wo König Tyndareos ihnen seine Töchter Klytaimnestra und Helena zu Frauen gab. Als Tyndareos starb, vererbte er seinen Thron an Menelaos, der dann Agamemnon half, Aigisthos und Thyestes zu besiegen.